# نور الدين البحار
نور الدين شرف البحار مواليد 19 يونيو 2004، هو لاعب كرة قدم مصري من مواليد السعودية لعب سابقاً لنادي الاتحاد كلاعب وسط.